# Damernas höga hopp i simhopp vid olympiska sommarspelen 1984
Damernas höga hopp i de olympiska simhoppstävlingarna vid de olympiska sommarspelen 1984 hölls den 9-10 augusti i Uytengsu Aquatics Center.

## Medaljörer
| Event              | Guld             | Silver               | Brons            |
| 10 meter höga hopp | Zhou Jihong Kina | Michele Mitchell USA | Wendy Wyland USA |

## Resultat
| Placering | Hoppare                        | Kval   | Kval      | Final            |
| Placering | Hoppare                        | Poäng  | Placering | Poäng            |
| --------- | ------------------------------ | ------ | --------- | ---------------- |
| 1         | Zhou Jihong (CHN)              | 462,87 | 1         | 435,51           |
| 2         | Michele Mitchell (USA)         | 402,39 | 3         | 431,19           |
| 3         | Wendy Wyland (USA)             | 376,11 | 5         | 422,07           |
| 4         | Chen Xiaoxia (CHN)             | 434,88 | 2         | 419,76           |
| 5         | Valerie McFarlane-Beddoe (AUS) | 382,08 | 4         | 388,56           |
| 6         | Debbie Fuller (CAN)            | 364,11 | 7         | 371,49           |
| 7         | Elsa Tenorio (MEX)             | 344,70 | 10        | 360,45           |
| 8         | Guadalupe Canseco (MEX)        | 343,11 | 11        | 352,89           |
| 9         | Yoshino Mobuchi (JPN)          | 348,60 | 9         | 349,95           |
| 10        | Julie Kent (AUS)               | 371,10 | 6         | 345,44           |
| 11        | Kerstin Finke (FRG)            | 351,45 | 8         | 325,47           |
| 12        | Tine Tollan (NOR)              | 341,31 | 12        | 315,72           |
| 13        | Angela Ribeiro (BRA)           | 329,31 | 13        | Gick inte vidare |
| 14        | Marianne Weinas (SWE)          | 327,66 | 14        | Gick inte vidare |
| 15        | Verónica Ribot (ARG)           | 324,21 | 15        | Gick inte vidare |
| 16        | Elke Heinrichs (FRG)           | 320,07 | 16        | Gick inte vidare |
| 17        | Kathy Kelemen (CAN)            | 313,77 | 17        | Gick inte vidare |
| 18        | Carolyn Roscoe (GBR)           | 312,39 | 18        | Gick inte vidare |
| 19        | Lindsey Fraser (GBR)           | 295,86 | 19        | Gick inte vidare |
| 20        | Nicole Kreil (AUT)             | 277,92 | 20        | Gick inte vidare |
| 21        | Rim Hassan (EGY)               | 145,94 | 21        | Gick inte vidare |